# Dieter Kurrat
Dieter Kurrat (15. května 1942, Dortmund – 27. října 2017, Holzwickede) byl německý fotbalista, záložník. Po skončení aktivní kariéry byl v letec 1973 a 1974 dvakrát krátce trenérem Borussie Dortmund.

## Fotbalová kariéra
V německé bundeslize hrál za Borussii Dortmund. V roce 1963 získal s Borussií mistrovský titul a v roce 1965 vítězství v německém fotbalovém poháru. V Poháru mistrů evropských zemí nastoupil v 8 utkáních, v Poháru vítězů pohárů nastoupil v 11 utkáních a ve Veletržním poháru nastoupil ve 2 utkáních dal 1 gól. V roce 1966 vyhrál s Borussií Dortmund Pohár vítězů pohárů.

## Ligová bilance
| Ročník                                 | Zápasy | Góly | Klub              |
| -------------------------------------- | ------ | ---- | ----------------- |
| Fußball-Oberliga West 1960/1961        | 15     | 2    | Borussia Dortmund |
| Fußball-Oberliga West 1961/1962        | 10     | 0    | Borussia Dortmund |
| Fußball-Oberliga West 1962/1963        | 16     | 0    | Borussia Dortmund |
| Německá fotbalová Bundesliga 1963/1964 | 24     | 0    | Borussia Dortmund |
| Německá fotbalová Bundesliga 1964/1965 | 24     | 1    | Borussia Dortmund |
| Německá fotbalová Bundesliga 1965/1966 | 34     | 2    | Borussia Dortmund |
| Německá fotbalová Bundesliga 1966/1967 | 34     | 1    | Borussia Dortmund |
| Německá fotbalová Bundesliga 1967/1968 | 30     | 2    | Borussia Dortmund |
| Německá fotbalová Bundesliga 1968/1969 | 32     | 2    | Borussia Dortmund |
| Německá fotbalová Bundesliga 1969/1970 | 22     | 1    | Borussia Dortmund |
| Německá fotbalová Bundesliga 1970/1971 | 30     | 0    | Borussia Dortmund |
| Německá fotbalová Bundesliga 1971/1972 | 17     | 0    | Borussia Dortmund |
| CELKEM Německá fotbalová Bundesliga    | 247    | 9    |                   |